# 香澄せな
香澄 せな（かすみ せな、1998年1月28日 - ）は、日本のAV女優。ファンスタープロモーション所属。

## 略歴・人物
福岡県出身、現在も福岡に住みながらAV女優活動をしている。
趣味はサウナ、アニメを観ること、睡眠。特技はじゃんけん。
好きな食べ物はお寿司、焼き鳥。
2023年7月3日週FANZA動画フロアランキングにて、2022年12月に発売された出演アンソロジー作品『【福袋】S-Cute 可愛い子だけ15作品をノーカット収録38時間!』が1位を記録。8月7日週FANZA動画フロアランキングにて、同作品が3位再浮上。

## 作品

### アダルトDVD
2020年
- 母がいない3日間、義父に調教され続けた巨乳ロリ娘。（1月3日、DOC PREMIUM）

- 巨乳の君に逢いにはるばる博多へ。せな 神くびれGcup（1月19日、キチックス/妄想族）

- SEXの逸材。ドスケベ素人の衝撃的試し撮り 性癖をこじらせてプレステージに自らやって来た本物素人さん達の顛末。 VOL.56（1月24日、プレステージ）

- 経験人数一人の二児の母旦那に内緒の借金返済の為自ら応募。奇跡の35歳Gカップ（1月27日、MERCURY）

- ナンパTV×PRESTIGE PREMIUM 21 大漁！！穫れたて激エロ美女10名を踊り喰い！！（1月31日、ナンパTV）

- レンタル彼女。×PRESTIGE PREMIUM 08 恋人代行サービスならではの、いちゃラブデート＆本来禁止のガチSEXに、興奮度2乗！！（3月6日、プレステージ）

- 街角シロウトナンパ！ vol.81 あなたよりエロい友達（ヤリマン）を紹介して下さい！ 10（3月13日、PRESTIGE PREMIUM DX）

- シロウトTV×PRESTIGE PREMIUM 38 バイトの延長感覚で撮られた、素人アイドル達の初出し映像！（3月27日、シロウトTV）

- 媚薬で豹変！イキ狂い！中出しおねだりSEX 5時間（4月1日、OFFICE K’S）

- 濃厚アナルFUCK激イキスペシャル！！（5月1日、K’S BEST）

- 浮気する人妻4人（5月27日、MERCURY）

- しろうと変態革命 vol.01（7月10日、PRESTIGE PREMIUM DX）

- 朝までハシゴ酒×PRESTIGE PREMIUM 16 新宿三丁目周辺セナ（23）某大手企業の社長秘書 丸の内駅周辺しずく（23）クラブスタッフ 赤坂駅周辺らんらん（23）無職（元No.1キャバ嬢）（7月24日、プレステージ）

- 街角シロウトナンパ！ Vol.90 女子大生をガチ口説き。14（8月28日、PRESTIGE PREMIUM DX）

- 街角シロウトナンパ！ 女子大生をガチ口説き。巨乳BEST20名（11月20日、プレステージ）

2021年
- JOI 完全主観目線で貴方のセンズリの指導しながらお手伝いしてあげる！！12名（5月1日、OFFICE K’S）

- ヒミツの夜のKEN(県)JIN(人)SHOW！！47都道府県の変態ガールたちの夜の営み大解剖！！（7月16日、DOC PREMIUM）

- 「お願い! 今日だけ彼氏のフリして!」 執拗に復縁を迫る元彼に頭を抱える女友達のために新しい彼氏役を引き受けたはいいが、疑い深い元彼の追及はエスカレート!! 目の前でキスをさせられ、おっぱいを揉まされ…挙句にセックスをさせられる羽目に!?（8月6日、DOC PREMIUM）

- 【VR】【個撮】博多住み爆乳スレンダー美人秘書 セナさん 社長仕込みのド変態。ハメ撮り願望を満たして生中出し（8月12日、SODクリエイト）

- 美人すぎる巨乳ナースがオナニー出来ない僕を不憫に思ったのか「内緒ですよ…」とこっそりパイズリ抜き！そのまま巨乳が揺れ弾く騎乗位ピストンSEX！（8月20日、DOC PREMIUM）

- 噂の美人看板娘にアタックナンパ！接客も外見も最高な看板娘はセックスも最高にエロい！（8月20日、DOC PREMIUM）

- ＃●●しか勝たん！【素人女子のエッチな個性にフィーチャー★】vol.02（8月27日、PRESTIGE PREMIUM DX）

- 【VR】友達のGカップ巨乳の姉貴をオカズにしていたら、逆に痴女られ囁きながら逆セックスで何回も中出しさせられた せな（9月14日、unfinished）

- 極上しろうと総本山まるなげ屋 vol.01（9月24日、PRESTIGE PREMIUM DX）

- せなの身体に無我夢中 迫りくるGカップ×暴かれる性癖。あなたは絶対にオナニーする！ 香澄せな（10月5日、S-Cute）

- なまハメT★kTok Vol.05（10月8日、PRESTIGE PREMIUM DX）

- 【VR】史上最強のドM奉仕サービス～巧みな全身オイルマッサージで極上快楽～ 香澄せな（10月15日、CASANOVA）

- 【VR】抱きたいカラダの新婚幼馴染～超美ボディの幼馴染との初めての実家不倫性交。死ぬほど絶倫すぎて虜になりそう（10月29日、CASANOVA）

- ホイホイhome おウチでヤろう 素人ホイホイ・マッチングアプリ・酒・ステイホーム・美少女・清楚・巨乳・ハメ撮り・顔射（11月2日、素人ホイホイ/妄想族）

- 【VR】ヤラれたい女～バイオレンス彼氏に従順なドM で敏感な彼女の首絞めセックス（11月12日、CASANOVA）

- おふたりさまナンパ （8） シロウト娘ナンパ狩り！！ 52（11月26日、PRESTIGE PREMIUM M）

- 素人巨乳娘の恥じらい顔に大興奮！顔だしアクメ駐車 車の窓から顔だけ出させている間に‘無断で’激ピストンされイっちゃった女たち 浜崎真緒（12月9日、ナチュラルハイ）

- ※グラドル※コンドーム一切無し※本能スケベ剥き出し温泉旅行※4本番やりらふぃー※G乳極上BODY女神（12月10日、赤面女子）

- ドラレコNTR22 車載カメラは見ていたねとられの一部始終を（12月14日、JET映像）

- ガチえろ素人個撮流出。 めっかわビッチのプライベートエロ動画 14（12月17日、PRESTIGE PREMIUM M）

2022年
- 出張エステ嬢にしつこくお触りした結果カリ首3cm挿入で誘惑する確信●エステティシャン（1月7日、DOC PREMIUM）

- 終電を逃したそこのラブラブカップルさん！！偶然たまたま方向が同じなので良ければ我々大事な彼女さんとタクっていいですか！14（1月11日、JET映像）

- MOON FORCE CHEERSぱこぱこしろうとコレクション。 vol.19（1月14日、DOC）

- ホイホイ ラ・マン 4 素人ホイホイZ・個人撮影・美少女・マッチングアプリ・ハメ撮り・素人・SNS・顔射・3発射・巨乳・清楚・お姉さん・愛人・パパ活（1月18日、素人ホイホイ/妄想族）

- ド変態ドMに三点責め！乳首責めアナル舐め手コキ（1月25日、SEX Agent/妄想族）

- T●itt●r ＃被写体希望 05 シロウト娘ナンパ狩り！！ 59（2月11日、PRESTIGE PREMIUM M）

- 【VR】天井特化アングルVR ～ホテルで後輩女子社員と相部屋2人っきり～ 香澄せな（2月13日、KMPVR）

- おふたりさまナンパ （11） シロウト娘ナンパ狩り！！ 60（2月18日、PRESTIGE PREMIUM M）

- 【VR】顔面特化VR ～ずっと見つめてあげる～（2月22日、KMPVR）

- 美女たちの足裏をふやけるまで舐めたい！5本指ソックス編 桜井千春 竹田まい 綾川ふみ 香澄せな 四宮繭（3月10日、抜群）

- イ●スタやりたガール。【新時代のSNS美女ナンパ！！】 9 SNSにはびこる、美BODYビッチを狙い撃ち！！（3月11日、Janet）

- MOON FORCE CHEERSぱこぱこしろうとコレクション。 vol.23（3月11日、DOC）

- 【VR】腋の下見せつけVR（3月25日、KMPVR）

- 【VR】フェラチオ顔VR（3月31日、KMPVR）

- もうチ○ポなんかいらない！失禁、白目で絶頂の連続！ 初めてのウーマナイザー 香澄せな 天音恋愛 綾川ふみ 弘前綾香 工藤亜沙美（4月7日、抜群）

- 夢を掴むため九州から上京してきたスタイル抜群グラドル志望のG-cupパイパン美女に生中出し！ せな（4月12日、ボニータ/妄想族）

- 顔出し解禁 マジックミラー便 全員38歳over 年齢を感じさせない美しい人妻さん 初めての乳首責め編 M男くんの乳首を摘まんで舐めてこねくり回し驚くほど勃起してヨガリ狂う反応に思わず火照ってしまったご無沙汰オマ○コは硬い年下デカチ○ポが欲しくてたまらない！！（4月19日、ディープス）

- 【VR】顔特化（4月20日、KMPVR）

- 巨乳水着ギャルばかりを狙う海の家ナンパエステ23（5月3日、変態紳士倶楽部）

- エロのスジガネ vol.01（5月13日、PRESTIGE PREMIUM DX）

- お姉ちゃんたちが女子○生時代の制服に着替えているのを見ちゃってまさかのフル勃起した末っ子長男の僕。 ねえねえお姉ちゃんまだ制服似合うかな…って、なんで勃起してるのよ！（5月26日、SWITCH）

- ※超逸材発見！！ 会って即ハメ！めちゃ都合のイイ絶倫Fカップ美巨乳の即マン娘。 博多女子:せなちゃん。（6月7日、ナンパJAPAN）

- 一般男女モニタリングAV 素人大学生限定 友達同士の男女がザーメン20mlを溜めるまで出られない密室からの脱出に挑戦！ 9 女子大生が男友達を射精させるために恥じらいながらも手コキ・オナホコキ・フェラ・セックス！何発出しても萎えない友達チ○ポと大量の精子を目の当たりにして思わず濡れる女子大生マ〇コは性欲のままに何度も生挿入で連続中出し！（6月7日、ディープス）

- ヤリモクインフルエンサー Vol.3（6月14日、DOC）

- 性格良くて性欲強め！GカップドMギャルがおじさん交尾にドハマりする 香澄せな（6月25日、シャーク）

- 出没！ナン街ック天国 ♯002 素人軟派即パコドキュメンツッ（6月25日、パコちゃん。）

- ギャルすたグラム♯012【GAL数珠つなぎドキュメント】（6月25日、はめちゃん。）

- 素人ナンパ即パコドキュメンツッ！パコちゃんBEST ＃002 全員G乳以上！やわ乳、ギガ乳、最狂のおっぱいがここに…！最高のッッ…245分ッ」（6月25日、パコちゃん。）

- 未熟な彼女とセックス 時折出てくる「博多弁」が可愛い、巨乳でエッチなパイパン女子大生 香澄せな（7月12日、GREEN）

- 夫婦で訪れた温泉旅館でスケベな番頭にいたずらされて巨根でねとられた湯上がりの人妻達（7月12日、JET映像）

- 2年半ぶりにこのいやらしい巨乳人妻を3人でおいしく無茶苦茶に廻しました（7月27日、MERCURY）

- 004＃ダーツナンパinTOKYO/素人CLOVERコンプリートベストッ！（8月12日、素人CLOVER）

- 人妻の花びらめくり 香澄せな（8月16日、人妻援護会/エマニエル）

- 大人びたマセガキ「せなちゃん」「奥が好きなのでいっぱい突いて下さい。お願いします（ ﾟДﾟ）」 香澄せな（8月27日、やまとなでシコ）

- MOON FORCE CHEERSぱこぱこしろうとコレクション。 vol.36（9月23日、DOC）

- 祝！シリーズ55回！GOGO記念超豪華版！SODが本気で見つけた極上大学生の皆さん タオル一枚男湯入ってみませんか？ リクエストNo.1スペシャルミッション「男性客の股間にマッサージオイルを塗って自分の股間で揉みほぐしてあげる」解禁！素股で男性客の股間が大暴走！恥じらい女子10名全員ヌルっとSEXハプニング有り！8時間SP（10月6日、SODクリエイト）

- 【S級美ボディ】遊びたい盛りの結婚式帰りG乳若妻ちゃん 。欲求不満のえちえちボディがたまらんたい！！激ヤバNN孕ませキメちゃいました 【博多めんたいファッキン！！】（10月14日、ハメドリネットワークSecondEdition）

- なまハメT★kTok SUPER BEST Vol.01（10月21日、PRESTIGE PREMIUM DX）

- ルックス120点な素人美少女勢揃い！温泉中出し性交ノンストップ300分！「普通のエッチより興奮する...///」酒池肉林の露天ハーレムセックスから2人きりのイチャラブぱこぱこまで完全網羅！湯船とマ●コが溢れかえる程の濃厚白濁精子を膣内に超絶連発！湯けむり5時間温泉セックスBEST！♨（11月11日、赤面女子）

- 【VR】家を撮影させてもらってもイイですか？ 井○駅で出会ったホロ酔い巨乳JD（20） 福岡出身、九州の女は酒が強くて情が深い！撮影しながら一緒に家飲みしているうちにあざとカワイイ系の彼女は酔って博多弁で甘えてきてそのままイチャイチャ濃密SEXを撮影しちゃいました（11月24日、SODクリエイト）

- アソコに直穿きスポウェア女子 気付かないうちにもうヌレヌレ◆ヤリたい盛りの乙女たち！ 宇流木さら 弘中優 香澄せな（11月26日、ソードフィッシュ）

- 青春を切り売りした女子校生たち 6名240分 柏木こなつ 香澄せな るるちゃ。 高橋りほ 真琴つぐみ（12月12日、GOLD）

- 【福袋】S-Cute 可愛い子だけ15作品をノーカット収録38時間！（12月16日、S-Cute）

- 今日、会社サボりませんか？×PRESTIGE PREMIUM 18 ①真面目な社長秘書が…/せなちゃん(24) ②メリハリ長身Fカップ/かなみちゃん(23) ③美少女の人生初中出し！！/あおいちゃん(22)（12月30日、プレステージ）

2023年
- 同じマンションに住む人妻 最高の隣人 香澄せな（1月13日、h.m.p）[4]

- 未熟な彼女とセックス 時折出てくる「博多弁」が可愛い、巨乳でエッチなパイパン女子大生 香澄せな（2月1日、MERCURY）

- #VlogDiary 個人撮影 素人カップルハメ撮りログ No5（2月3日、プレステージ）

- 極スリムG爆乳パイパンGALをお金で釣ってヤリ放題！感度良好パイパンマ●コから極上のマン汁分泌！舐めても舐めても止まらない無限クンニ突入！ぶっといオモチャを咥えてイキ狂う！竿からカリまで丁寧すぎるフェラで挿入まえに果てちゃいそう！バックで突きまくり、お口で…（2月10日、素人CLOVER）

- 人妻の花びらめくり 香澄せな（2月24日、人妻援護会/エマニエル）

- レンタル彼女 せなちゃん 香澄せな（2月25日、jump-av）

- 【初遠征 in福岡】はち切れそうなGカップから目が離せない！！あの有名選手も捕食済み...！？昼は球場でビール売り、夜はベッドでプレイボール！野球とペ●ス大好きタ●ガールが登場！がに股フォームで乳首攻め→やらしすぎるフェ…【エロフラグ、ギン立ちしました！＃048】（3月10日、素人CLOVER）

- 【VR】副業してるコスプレ風俗に会社の上司が来店！？黙っててもらう代わりに裏オプサービス2発射！ 香澄せな（3月15日、MAX-AVR）

- トランス覚醒エステ 媚薬×エビ反り×痙攣（3月24日、h.m.p）

- 仕事が欲しくてAV制作会社の監督面接でやってきた女の子たちに行っていた職権乱用の一部始終 8名収録（3月25日、jump-av）

- 卒業おめでとう！！オトナの階段ノボル女子校生～MyGraduation Vol.2～ 桜井千春 柏木こなつ るるちゃ。 香澄せな（4月12日、GOLD）

- エロのスジガネ the BEST vol.01（4月21日、DOC）

- 【VR】HQ60fps 見上げるVR（5月2日、MAX-AVR）

- 巨乳・美乳厳選 色・形・乳首・感度、それぞれみんな特徴をもったFカップ以上爆乳エロ娘と中出しSEX4時間（5月2日、ナンパJAPAN）

- イン●タやりたガール。 SUPER BEST 8時間 3 SNSナンパ×最旬ギャル×汗だくSEX（5月12日、プレステージ）

- 性に目覚めた少女たち～3Pするとゾクゾクしちゃいます～（5月27日、GOLD）

- 親友の奥さんに筆おろしされたら僕のチ●コがよかったみたいで旦那と別れて結婚しました。 香澄せな（5月30日、マザー）

- プライベートおっパブ お店が突然の休業 お金に困った嬢から2人で会いたいと連絡が… 店に内緒でおっぱいを揉んで中出しセックス 香澄せな（6月8日、Mr.michiru）

2024年
- 唾液ダラダラのとろけるベロキスと寸止め生殺し射精コントロール 香澄せな（4月16日、マキシング）

### 配信のみ
2019年
- 【思わず膣内発射！！】めっちゃ可愛いHカップ現役JDを彼女としてレンタル！口説き落として本来禁止のエロ行為までヤリまくった一部始終を完全REC！灼熱プールデートでばいんばいん揺れるHカップを見せつけられたら行き先はホテル一択！「お尻叩かれたい」「ナマでしたい」と濡れる瞳とマ●コでおねだりされたら、性欲爆発・生チン鬼ピストン不可避！！あらゆる体位でばいんばいん揺れるHカップを見せつけられたらフィニッシュは中出し一択！！（9月15日、prestigepremium）

- マジ軟派、初撮。 1389 お仕事帰りの爆乳秘書をゲット！スーツ着衣のままパンスト破り挿入！社長仕込みの激エロセックスは必見！！！（9月17日、ナンパTV）

- 【初撮り】【至高のHカップ】【S級の肉体美女】人気の激カワビールガールが脱いだらS級の肉体でエロ過ぎた件。 ネットでAV応募→AV体験撮影 1095（10月15日、シロウトTV）

- 【美人過ぎる秘書】23歳【会社で社長とSEX】せなちゃん参上！社長室の秘書をする彼女の応募理由は『禁断な世界やプレイが好きなんです…』会社で社長を誘惑し社内でSEX三昧！【根っからの変態】才色兼備はSEXも込み！理性より好奇心が上回る変態秘書の極エロSEX見逃すな！（11月5日、ARA）

- 昼は清楚なカバン持ち・夜は淫らなチ○コ持ち！Hカップなのに極スリム！極太バイブをぶっ刺しながらバキュームフェラ・ベロベロ玉舐め・爆乳パイズリ・乳首舐め！かき回すような膣奥刺激でビクビク大絶頂！デカチ○挿入！これでもかというほどおマ○コを●●尽くす！＜エロい娘限定ヤリマン数珠つなぎ！！～あなたよりエロい女性を紹介してください～41発目＞（11月10日、街角シロウトナンパ）

- せな（12月27日、令和素人伝説）

2020年
- 【中身が超変態の社長秘書】×【超絶S級スレンダー巨乳美女】×【変態イケイケ社長に 完全●教 され尽くしたエロポテンシャル激高の従順ペット】※便所オナニーでできた広範囲のマン染みは、後のセックスが間違い無い事を語っています。：朝までハシゴ酒 63 in新宿三丁目周辺（3月13日、prestigepremium）

- 超絶美尻のSNSチ●コ漁り魔せなちゃんに革命を！オモチャを付けてお散歩プレイ常習●の敏感イベントプロモーター！？驚異の大量潮吹き祭りでカメラ故障寸前！！福岡名物上下堪能69をご覧あれ！！一度中に出してもまだ求めるチ●コ●wオイルでヌルテカボディを堪能SEXww【しろうと変態革命1人目】（3月15日、SUKEKIYO）

- JDガチ口説き地方遠征編【福岡・天神】ふんわり癒し系博多どエロ美人巫女降臨！！超美巨乳&まん丸美尻のピッチピチ極上ボディ！！曲線美すぎるクビレ美尻の絶景を眺めながら突きまくりイキまくり！！「めっちゃびんびんバイ♪」甘い声の可愛い博多弁が急所に刺さる！！濡れた瞳で見つめながら丁寧かつ濃厚にジュルジュルと音を立ててしゃぶりあげるお泊りからの朝イチフェラが凄かった！！（5月24日、街角シロウトナンパ）

2021年
- 【えぐいスレンダー甘王おっぱい】博多美人しか勝たん！！地元愛と性欲の強いすけべボディが登場！おっぱいが性感帯！潮を盛大に吹いて感度もばりよかとっ！赤いボンテージ装備で中出し二回戦突入www【NO.5せな】（2月23日、SUKEKIYO）

- 【博多美人×ケツ舐め+放尿プレイ】「みおなさん」のまるなげ依頼！「大人な、刺激的なプレイがシたいっ！」美尻美巨乳美くびれという三美一体のすけべ美女！ベッドでヌルテカ騎乗位、風呂場放尿ガン突きバックの2連続セックス！更にその後は露天風呂で別の男を食い散らかすwww【まるなげ屋.1】（3月7日、街角シロウトナンパ）

- 【極尻誘惑OL×痴女責め中出し3連発！！】常時フェロモン全開！超絶美尻の爆乳OL！上司と同僚を喰いまくる小悪魔ビッチの最上位！電マ押し当てM字開脚フェラチオ！美尻際立つ紐エロコスで3回戦！極上肉体を際立たせるオイルプレイ！快楽を貪る能動セックス3連戦！！Small Devil Temptation【なまハメT☆kTok Report.17】（5月2日、街角シロウトナンパ）

- 見よ！これぞ博多が生んだ最終性強モンスターであるッ！一回挿れたチ○コは抜かれたくない強欲パイパンマ○コから、カメラをブッ壊すほどの激潮がバッシャバシャwww長時間SEX大歓迎！！！むしろ朝までシてたい爆乳神スレンダー性獣とばり気持ちぃぃ～～大熱戦で、精子3連発発射ァ！！！【ヒミツの夜のケンジンSHOW 1県目】（5月4日、ナンパdeハメハメ）

- 【男の欲求を全て叶える身体のJD】破格の超次元エロボディの「せな」ちゃんと濃密中出しプレイ！ご自慢のHカップおっぱいでアレやコレを挟みまくり！【しろうとハメ撮り＃せな＃20歳＃HカップのフルスペックJD】（5月6日、MOON FORCE）

- 【新宿のガールズバー看板娘。】エッチ度高めの網タイツ着用した爆乳Hカップバニーコス店員さんをシャンパン2本で口説き堕としました！【噂の！東京看板娘。2人目】（5月17日、ナンパdeハメハメ）

- 【福岡産Gカップ社長秘書】【前戯不要の即濡れ娘】イ●スタにエロい自撮りを載せる、週末コスプレイヤーをSNSナンパ！おっとり知性派かと思いきや、事が始まるとチ◯コを求めてイキ狂うSEXバーサーカー！！前戯無しで濡れちゃう超敏感な妄想娘が爆乳揺らして潮を撒き散らす！！！【イ●スタやりたガール。】（5月30日、Janet）

- 【S級パーフェクトボディ美女】色気ムンムン♪自前の淫靡な下着で変態ご奉仕&隠しきれないグラマラスボディの着崩れ浴衣エッチに大興奮！圧巻の巨乳巨尻で金玉が空になるまで精子を搾り取る本能むき出しの濃厚SEX中出し2連戦♪【しろうとハメ撮り♯かすみ♯23歳♯ドスケベランジェリーショップ店員】（6月23日、MOON FORCE）

- KAZUMI（7月22日、素人ホイホイSH）

- かずみ（7月28日、素人ホイホイZ）

- せなち（8月23日、「イマジン」）

- せな（9月7日、S-CUTE）

- せな 2（9月14日、S-CUTE）

- 【博多産G乳】【エロポテンシャル高】【グラマラスNN2搾精】エチエチの恵みレベチボデイ美女が降臨！！甘美！！極め甘エチスタイルの濃厚性技で攻め立てるセクシャルオフェンス激つよ！！名器のめんたいマ○コで極め締め搾精ムーヴSEX娘が本土上陸決戦NN！！/ラブホドキュメンタリー休憩2時間/118（9月24日、prestigepremium）

- 【異次元の手コキで射精止まらん】昼と夜の顔をもつ？！ムッツリスケベのさなちゃんはおっとり系に見られがちだけど、あざとさ IQ130OVER！！ よだれ汁ダラダラ吸いつくような舐めといやらし手つきフェラで男を100%イカせる吸いつき口マンコ自慢を見よ！！「好きな体位は立ちバックです♪」セックス大好き！ガンガン突かれて抜きどころ満載！【エロのスジガネNO.2】（11月19日、SUKEKIYO）

- 『ど～したの？眠れないの？私が気持ち良い事して寝かせてあげるね…』究極の癒しエロ！ 添い寝手コキ！！ #5（12月2日、ふぇちぽいんと）

- セナ（12月3日、俺の素人-Z-）

- 【極上スタイル巨乳美女レイヤー】【誘う谷間&淫尻にボッキ不可避】【ド淫乱RQコス生SEX】美しく大きくエッチなお乳でクビレあってケツもいい！！言わずもがな顔も最高！！いうコト無しの完璧レイヤー推参！！そんなエロスの神の化身が如くの美裸体のマインドはイッツはドスケベワールド！！まさに淫乱！！全男子が雄に完全覚醒不可避！！ _＃被写体希望_＃19（12月19日、prestigepremium）

- 【極上くびれエロティカルボディ×潮吹き連続アクメ】『妊娠しちゃう///』服の上からでも主張が激しい巨乳&巨尻のスタイル抜群なパイパン美女と無計画中出しエッチ♪絶頂！潮吹き！大洪水！体液まみれのビチャビチャ全開生SEXでちんぽギンギン大量射精×2【しろうとハメ撮り＃りんりん＃23歳＃淫乱販売員】（12月22日、	MOON FORCE）

2022年
- 【出張メンズエステ。想像より可愛いスタッフさんが来たので緊張…】施術が始まったら体を密着させてマッサージ！驚きつつ下半身はリアクション大。徐々に密着が激しくなり…あれ？体内に密着してる？（1月6日、ドキュメントdeハメハメ）

- ヌキ無し店なのに…超過剰サービスで疲労も精子もぶっ飛ぶ！！リピート確定！搾精メンズエステ ＃5（2月10日、ふぇちぽいんと）

- かずみ(23) 素人ホイホイZ・素人・美少女・愛嬌・元秘書・美少女・清楚・巨乳・くびれ・電マ・オナニー・ハメ撮り（2月10日、素人ホイホイZ）

- せな（2月11日、素人CLOVER）

- KAZUMI(21)【素人ホイホイStayHome／自宅連れ込み／なし崩し／おうちでヤろう／美少女／巨乳／清楚／顔射／ハメ撮り／マッチアプリ／秘書／G乳／個人撮影】（2月15日、素人ホイホイ StayHome）

- かすみ（2月15日、アイドリ）

- セナ（2月24日、訳あり素人）

- 【博多番外編ナンパSP】【G爆乳パイパンキャバ嬢】【ど淫乱生ハメ4連発】【濃厚ナンパ中出し】ギャルすた遂に九州上陸！！番外編博多ナンパスペシャル開幕！！！バリ可愛かキャバ嬢ばナンパ出来ましたばい！G爆乳がボインと揺れたら…肉厚デカ尻もぶるんと揺れる！！顔、カラダ、感動どこをとっても超一級品！こんないいオンナは東京にはいない！！！中出しに生ハメ顔射にヤりまくりの追撃ありの怒涛の4連発！やっぱり博多美人はよかですたい！ギャルすたグラム#038（2月25日、ギャルすたグラム）

- きらりちゃん（3月4日、ギャルすたグラム）

- 爆乳社長秘書はバイブ持参で通勤中！キチンとした社会人の初サボりで木更津へ！上品な佇まいに男達はうっとり…しかも脱いだらびっくりHカップ！！ぶりんぶりん揺らしながら膣内に欲しがる激ヤバ秘書でしたwww：今日、会社サボりませんか？52in新宿（3月7日、prestigepremium）

- 【BKB黄金比ボディ】【G乳&G級桃尻】【怒涛の3連続SEX】 マゾメイクさんのイキまくりセックス大公開！！！ 出没！ナン街ック天国 #006（3月30日、はめちゃん。）

- しおりちゃん（4月6日、パコちゃん。）

- 【奇跡のHカップ美爆乳彼女】ほんわか系おっとり彼女に見せかけてテントサウナで当然のようにチ●コしゃぶってくれるヤバさww超女の子らしいやり取り→びしょ濡れイキ過ぎSEXはGAPエロさマシマシで抜きすぎにご注意ww【VlogDiary #014】（6月16日、VLog Diary）

- せな（6月25日、Buzzシロウト）月
- 【SS級美女再臨】金髪になったモデル体型の娘と半年ぶりの再会_ヌルテカにして連続中出しSEX（7月2日、インディ）

- 悶絶！寸止めオイル手コキ！！勝手にイッちゃダメだからねっ？ 7 塚原あいり 香澄せな 児玉れな（8月4日、ふぇちぽいんと）

- あい（8月23日、おっぱいちゃんず）

- せな（10月14日、ハメドリネットワークSecondEdition）

- エッチなお姉様に見つめられ、囁かれながら、発射させられる…超神業手コキ ♯4 前島絵菜 早川ひかり 香澄せな（10月6日、ふぇちぽいんと）

- 【ギャラ飲み即ハメ】Gカップ&極上美ボディのコンカフェ嬢【こんたちゃん】#ダマ撮り #派遣GAL #●わせてイタダキ（10月13日、黒船）

- 【最強のW美巨乳Gエチョナ美女二人が夢の競演！！青空ぴーかん大乱交4P！！】【大和撫子×G乳×ド淫乱マインド！！最高の取り合わせ！！】【ナチュラル・ボーン・エチョナ×G乳×ド淫乱マインド！！】【騒いで触って揉んで揉んで交わう！！性の大宴会場は露天風呂！！青天の元でイキまくるW巨乳は圧巻！！】【おかわりソロSEXもGボイン娘を連続収録！！連続中出し！！】（11月23日、prestigepremium）

- 【W巨乳OL上司宅でパコパコNN懇親会】【全身性的F乳美女！！&まんまるF乳アイドル級美少女をWで生チン懇親会】【宅飲み乱交ナカ出しSP】【無礼講でゴム無し大乱交in上司宅！！】【ハメ外してゴムも外してナマちん挿入ではしゃぐ巨乳エチョナOLが二人】【同僚と利き乳揉み&利きマンクンニで昇天！！】【そして濃厚ご奉仕で昇給&昇天必至の生チン個人面談SEXも連絡2収録！！】（12月7日、prestigepremium）

2023年
- こんたちゃん（1月13日、黒船提督）

- 【ヤリモクインフルエンサー地方遠征編】【究極のLUXURY美女を求め、いざ南国リゾートへ！】【奇跡のHカップ&極まるクビレBODY】【即感びしょ濡れ！水音響くHARDピストンにイキ狂う！】【プリンプリンの美尻が前後に動く生ハメBACK性交・中出し不可避】【シリーズ史上最強の撮れ高モンスター降臨！抜きすぎにご注意を！！神・秘・体】～ヤリモクインフルエンサー #012～（2月4日、街角シロウトナンパ）

- 「あなたのち●ぽは私の物！！」いじられまくって超悶絶！搾られっぱなし！最高のち●ぽ責め！ ＃8 さつき芽衣 香澄せな 中城葵（3月9日、ふぇちぽいんと）

### デジタル写真集
- 吐息に抱かれて（2021年10月22日、プレステージ出版）

- 母がいない3日間、義父に調教され続けた巨乳ロリ娘。（2022年3月11日、プレステージ出版）

- 未熟な彼女とセックス 時折出てくる「博多弁」が可愛い、巨乳でエッチなパイパン女子大生 香澄せな（2022年6月18日、GOLD出版）

- 香澄せな 写真集 大人びたマセガキ「せなちゃん」「奥が好きなのでいっぱい突いて下さい。お願いします（ ﾟДﾟ）」（2022年8月20日、GOLD出版）

- 谷間とおっぱい【おっぱいフェチBEST】（2022年8月26日、プレステージ出版）

- 恍惚【こうこつ】シーンBEST Vol.02（2023年1月27日、プレステージ出版）

- 抱きたいカラダの新婚幼馴染〜超美ボディの幼馴染との初めての実家不倫性交。死ぬほど絶倫すぎて虜になりそう〜 香澄せな（2023年2月21日、CASANOVA）

- 史上最強のドM奉仕サービス〜巧みな全身オイルマッサージで極上快楽〜 香澄せな（2023年2月19日、CASANOVA）

- ヤラれたい女〜バイオレンス彼氏に従順なドMで敏感な彼女の首絞めセックス〜 香澄せな（2023年2月24日、CASANOVA）